# Samdhan
Samdhan es un pueblo y nagar Panchayat situado en el distrito de Kannauj en el estado de Uttar Pradesh (India). Su población es de 31479 habitantes (2011). 

## Demografía
Según el censo de 2011 la población de Samdhan era de 31579 habitantes, de los cuales 16388 eran hombres y 15091 eran mujeres. Samdhan tiene una tasa media de alfabetización del 51,64%, inferior a la media estatal del 67,68%: la alfabetización masculina es del 60,86%, y la alfabetización femenina del 41,68%.